# Plinia abeggii
Plinia abeggii là một loài thực vật có hoa trong Họ Đào kim nương. Loài này được (Urb. & Ekman) Urb. miêu tả khoa học đầu tiên năm 1929.